# Bachfischet

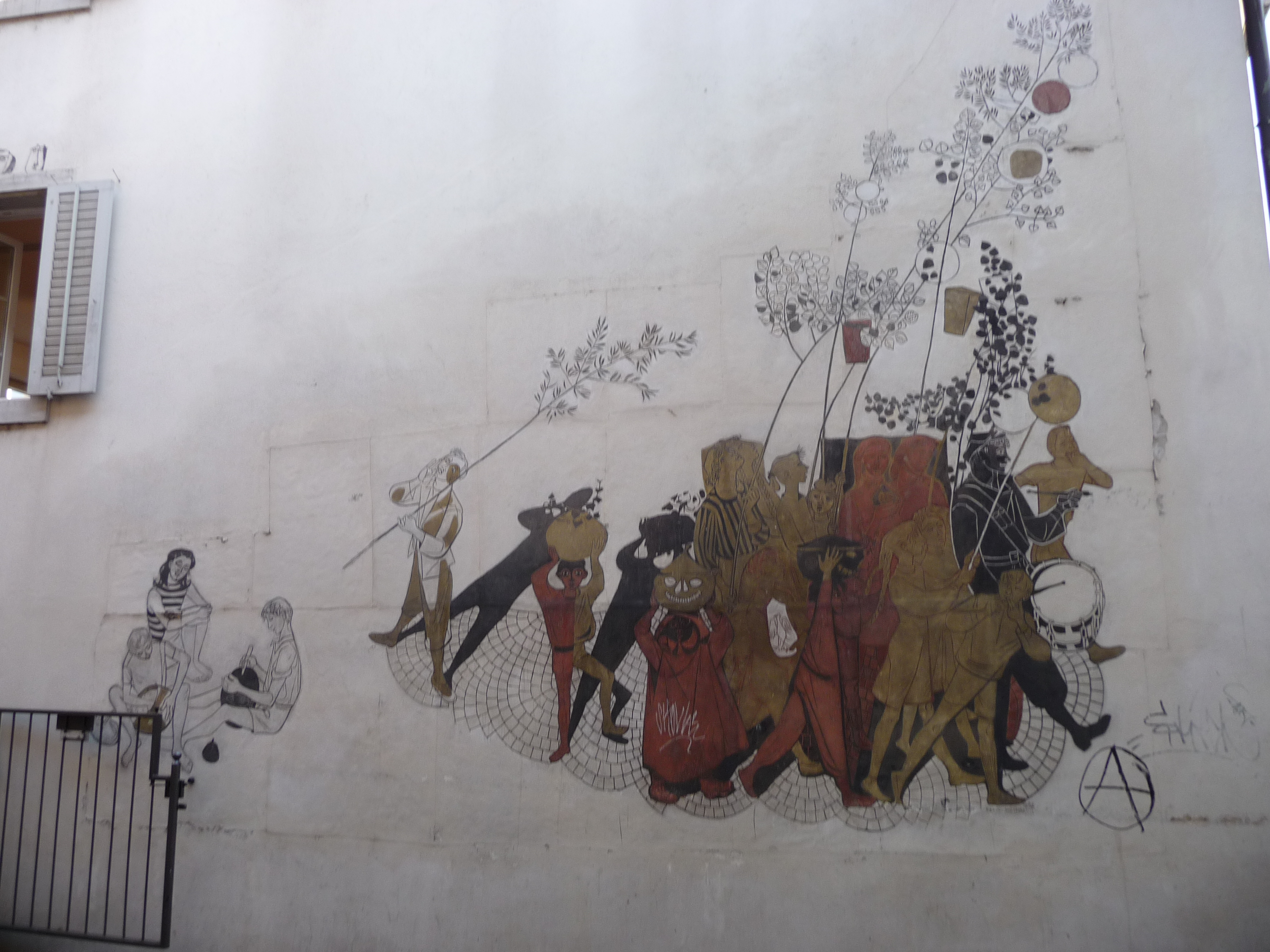
Graffito Bachfischet von Felix Hoffmann (1911–1975) an der Oberen Mühle

Der Bachfischet ist ein Volksbrauch in der Schweizer Stadt Aarau. Er findet jeweils im September am zweitletzten Freitag vor den Herbstferien statt.

## Herkunft und Ablauf
Der im 13. Jahrhundert angelegte Stadtbach muss einmal im Jahr gereinigt werden. Der Bach wird dazu durch eine Sperre oberhalb von Suhr bei der Lettenwiese trockengelegt. Früher nutzten die Kinder diese Gelegenheit, um in den verbliebenen Pfützen nach Fischen und Krebsen zu fischen. Die Reinigung geschieht heute noch jährlich im September. Dann wird der wieder eingelassene Stadtbach nach Eindunkeln von der Jugend (Kindergarten bis Gymnasium) feierlich abgeholt: von den Kindern mit selbstgebastelten Räbenlichtern (oder heute moderner mit gebastelten Laternen) an einer Haselrute mit Blättern und von den Verbindungsstudenten der Gymnasien mit Fackeln und singend. Gemäss einem wiederbelebten Brauch senden die Kinder von Suhr (wo der Bach beginnt) Schiffchen mit Kerzen auf dem frisch gereinigten Bach nach Aarau. Der Umzug durch die verdunkelte Stadt geht dem Bachbett entlang, auch wenn der heute zu einem bedeutenden Teil eingedolt ist.
Am Schluss gibt es im Aarauer Schachen ein Feuerwerk, endend mit dem Mords-Chlapf, einem grossen einzelnen Böllerschuss.

## Beschreibungen des Bachfischets im 19. Jahrhundert
1820 beschrieb Karl Gottlieb Reinhard Oehler (späterer Unternehmensgründer, damals Professor an der Kantonsschule) erstmals den Bachfischet, und zwar als Biedermeier-Fest: «Spaziergang zu den Quellen … und zu dem nächstgelegenen Wirtshaus, wo gebackene Forellen gegessen und viel Wein getrunken wird.»
1841 veröffentlichte Andreas Dietsch (Bürstenbinder in Aarau, Schriftsteller, Sozialpolitiker, Gründer der kommunistischen Kolonie Neu-Helvetia in Missouri) in einer ersten Auflage seine Dichtung über den Aarauer Brauch des Bachabschlags in genauen Einzelheiten. Eine zweite Auflage erscheint im gleichen Jahr. Die dritte Auflage, 1844, kurz vor der Abreise des Verfassers in die USA revidiert, erscheint erst nach seinem Tode im Jahr 1846.
1844 berichtete Franz Xaver Bronner (ehemaliger Mönch, Lehrer an der Kantonsschule, Kantonsarchivar) in seiner Beschreibung des Kantons Aargau über den Bachfischet: «Das Fest hat sich zu einem Lustgang einzelner Familien nach Suhr verwandelt.»

## Bachfischet-Verse
Die Kinder schreien alt überlieferte Verse in den nachtschwarzen Himmel, die beiden lauten:
Vor wenigen Jahrzehnten war der Spruch noch weniger geschlechterneutral, der zweite Teil lautete:
De Bach chonnt, de Bach chonnt,

send mini Buebe'n' alli gsond?

Jo! Jo! Jo!
Er wurde dann zeitgemäss angepasst, indem man Buebe durch Meitli ersetzte.

### Hochdeutsche Übersetzung
Der Bach ist da, der Bach ist da

sind alle meine Buben da?
Ja! Ja! Ja!
Der Bach ist gekommen, der Bach ist gekommen,

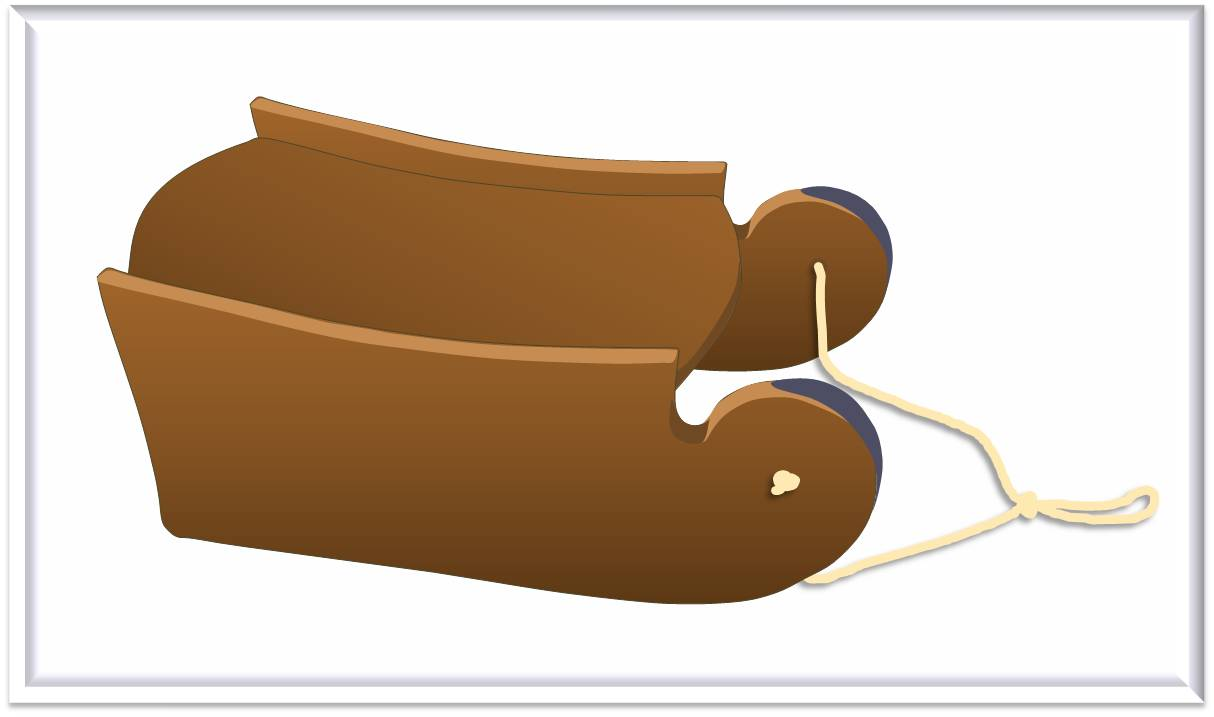
Küttiger Frosch (Zeichnung von Loris Gerber)

sind alle meine Mädchen gekommen?

Ja! Ja! Ja!
Feurio, der Bach brennt

Die Suhrer haben ihn angezündet,

Die Aarauer haben ihn gelöscht.

Die Küttiger, die Küttiger

reiten auf den Fröschen.
Ältere Variante des ersten Verses:

Der Bach kommt, der Bach kommt,

sind alle meine Buben gesund?

Ja! Ja! Ja!

## Küttiger Frösche
Ein Küttiger Frosch ist eine spezielle Schlittenart die kaum verbreitet ist. In Küttigen selber gibt es sogenannte «Froschrennen», bei denen mit denselben von einem Hügel gerutscht wird.